# 미스터 월드
미스터 월드(영어: Mister World) 대회는 남자 미인 대회이며, 미스 월드 조직회 회장인 줄리아 몰리가 1996년부터 대회를 열기 시작했다. 미스터 월드는 보통 2년에 한 번씩 열린다.

## 우승자 명단
| 연도 | 날짜      | 미스터 월드 우승자         | 우승국       | 개최국               | 참가자 |
| ---- | --------- | -------------------------- | ------------ | -------------------- | ------ |
| 1996 | 9월 20일  | 톰 누옌스                  | 벨기에       | 터키, 이스탄불       | 51     |
| 1998 | 9월 18일  | 산드로 피노그리오 스페란사 | 베네수엘라   | 포르투갈, 트로이아   | 43     |
| 2000 | 10월 13일 | 이그나시오 클리셰 롱가르디 | 우루과이     | 스코틀랜드, 에딘버러 | 32     |
| 2003 | 8월 9일   | 구스바토 나르시소 지아네티 | 브라질       | 잉글랜드, 런던       | 38     |
| 2007 | 3월 31일  | 후안 가르시아 포스티고     | 스페인       | 중화인민공화국, 싼야 | 56     |
| 2010 | 3월 27일  | 카말 이브라힘              | 아일랜드     | 대한민국, 인천       | 74     |
| 2012 | 11월 24일 | 프란시스코 에스코바르      | 콜롬비아     | 잉글랜드, 켄트       | 48     |
| 2014 | 6월 15일  | 니클라스 페데르센          | 덴마크       | 잉글랜드, 토베이     | 46     |
| 2016 | 7월 19일  | 로힛 칸델왈                | 인도         | 잉글랜드, 사우스포트 | 46     |
| 2019 | 8월 23일  | 잭 헤슬우드                | 잉글랜드     | 필리핀, 케손시티     | 72     |
| 2024 | 11월 23일 | 대니 메히아                | 푸에르토리코 | 베트남, 판티엣       | 60     |

## 타이틀 보유자
| 년도 | 미스터 월드 우승 (1위)         | 준우승                          | 준우승                    | 준우승                                                                             | 준우승                                                                             | 개최지               | 참가자 |
| 년도 | 미스터 월드 우승 (1위)         | 2위                             | 3위                       | 4위                                                                                | 5위                                                                                | 개최지               | 참가자 |
| ---- | ------------------------------ | ------------------------------- | ------------------------- | ---------------------------------------------------------------------------------- | ---------------------------------------------------------------------------------- | -------------------- | ------ |
| 1996 | 벨기에 톰 누옌스               | 멕시코 가브리엘 소토 디아스     | 튀르키예 카라한 칸타이    | 수여되지 않음 (Top 5 자메이카리처드 네베르스 푸에르토리코 엘리세오 파울로 )        | 수여되지 않음 (Top 5 자메이카리처드 네베르스 푸에르토리코 엘리세오 파울로 )        | 이스탄불, 터키       | 50     |
| 1998 | 베네수엘라 산드로 피노글리오   | 푸에르토리코 헤르만 카르도소    | 프랑스 그레고리 로시      | 수여되지 않음 (Top 6 자메이카킨테 텔웰 스페인 엔리케 미란다 미국다니엘 위버 )      | 수여되지 않음 (Top 6 자메이카킨테 텔웰 스페인 엔리케 미란다 미국다니엘 위버 )      | 포르투갈, 트로이아   | 43     |
| 2000 | 우루과이 이그나시오 클리체     | 독일 마르첼로 바르코프스키      | 미국 단테 스펜서          | 수여되지 않음 (Top 5 바하마닐 패리스 데임스 크로아티아 라브 스티피치 )             | 수여되지 않음 (Top 5 바하마닐 패리스 데임스 크로아티아 라브 스티피치 )             | 스코틀랜드, 에딘버러 | 32     |
| 2003 | 브라질 구스타보 카브랄         | 레바논 아사드 타라바이          | 벨기에 파비앙 오키에      | 수여되지 않음 (Top 5 멕시코 호세 루이스 바베이도스 로니 모리스)                    | 수여되지 않음 (Top 5 멕시코 호세 루이스 바베이도스 로니 모리스)                    | 영국, 런던           | 38     |
| 2007 | 스페인 후안 프란시스코         | 브라질 루카스 바르보사 길       | 중국 러준 토니 지앙       | 수여되지 않음 (Top 5 코스타리카 알론소 페르난데스 칠레 호세 파트리시오)            | 수여되지 않음 (Top 5 코스타리카 알론소 페르난데스 칠레 호세 파트리시오)            | 중화인민공화국, 싼야 | 56     |
| 2010 | 아일랜드 카말 이브라힘         | 체코 요제프 카라스              | 나이지리아 케네스 오콜리  | 수여되지 않음 (Top 5 레바논 압델 라만 엘발라 네덜란드 혼자 얀 필리피)              | 수여되지 않음 (Top 5 레바논 압델 라만 엘발라 네덜란드 혼자 얀 필리피)              | 대한민국, 인천       | 74     |
| 2012 | 콜롬비아 프란시스코 에스코바르 | 필리핀 앤드류 울프              | 아일랜드 레오 딜레이니    | 수여되지 않음                                                                      | 수여되지 않음                                                                      | 잉글랜드, 켄트       | 48     |
| 2014 | 덴마크 니클라스 페데르센       | 나이지리아 에마누엘 이쿠베세    | 멕시코 호세 파블로 마이너 | 수여되지 않음                                                                      | 수여되지 않음                                                                      | 영국, 토베이         | 46     |
| 2016 | 인도 로히트 칸델왈             | 푸에르토리코 페르난도 알바레스  | 멕시코 알도 에스파르자    | 수여되지 않음 (Top 5 영국 크리스토퍼 브라멜 케냐 케빈 오티위)                      | 수여되지 않음 (Top 5 영국 크리스토퍼 브라멜 케냐 케빈 오티위)                      | 잉글랜드, 사우스포트 | 46     |
| 2019 | 잉글랜드 잭 헤슬우드           | 남아프리카 공화국 페질레 미키제 | 멕시코 브라이언 포지어    | 수여되지 않음 (Top 5 브라질 카를로스 프랑코 도미니카 공화국 알레한드로 마르티네스) | 수여되지 않음 (Top 5 브라질 카를로스 프랑코 도미니카 공화국 알레한드로 마르티네스) | 필리핀, 케손시티     | 72     |
| 2024 | 푸에르토리코 대니 메히아       | 베트남 팜 뚜언 응옥             | 스페인 안토니오 컴퍼니    | 앙골라 펠리페 살바도르 마리아                                                      | 수여되지 않음                                                                      | 베트남, 판티엣       | 60     |

## 대한민국의 역대 출전자
| 연도        | 이름   | 수상                    |        |
| ----------- | ------ | ----------------------- | ------ |
| 1996 ~ 2009 | 미출전 | 미출전                  | 미출전 |
| 2010        | 류지광 | Top 15 (7위) & 탤런트상 |        |
| 2011        | 미개최 | 미개최                  | 미개최 |
| 2012        | 미출전 | 미출전                  | 미출전 |
| 2013        | 미개최 | 미개최                  | 미개최 |
| 2014        | 임재연 |                         |        |
| 2015        | 미개최 | 미개최                  | 미개최 |
| 2016        | 서영석 |                         |        |
| 2017 ~ 2018 | 미개최 | 미개최                  | 미개최 |
| 2019        | 나기욱 |                         |        |
| 2020 ~ 2023 | 미개최 | 미개최                  | 미개최 |
| 2024        | 미출전 | 미출전                  | 미출전 |

## 같이 보기
- 미스 월드
- 맨헌트 인터내셔널
- 미스터 월드 코리아
- 미스터 인터내셔널
- 미스터 글로벌
- 미스터 수프라내셔널
- 맨 오브 더 월드